# Horst Günther (Politiker)
Horst Günther (* 17. Juli 1939 in Rheinhausen) ist ein deutscher Politiker (CDU). Er war von 1991 bis 1998 Parlamentarischer Staatssekretär beim Bundesminister für Arbeit und Sozialordnung.

## Leben
Nach dem Besuch der Volksschule absolvierte Günther von 1954 bis 1957 eine Ausbildung zum Industriekaufmann, die er mit dem Kaufmannsgehilfenbrief beendete. Anschließend war er bis 1960 als kaufmännischer Angestellter bei der Firma Friedrich Krupp-Hütten- und Bergwerke Rheinhausen AG tätig.
Günther begann 1960 als Gewerkschaftssekretär in Duisburg seine Arbeit für die Deutsche Angestellten-Gewerkschaft (DAG). Von 1971 bis 1977 leitete er das Ressort Tarif- und Betriebspolitik der DAG-Nordrhein-Westfalen und war anschließend bis 1982 Leiter des DAG-Landesverbandes in Nordrhein-Westfalen. Von 1971 bis 1977 war er außerdem Vorsitzender des Landesbetriebsrates und daneben von 1975 bis 1977 auch des Gesamtbetriebsrates der DAG.
Horst Günther ist verheiratet und hat zwei Kinder.

## Partei
Seit 1962 ist er Mitglied der CDU. Hier engagierte er sich vor allem in der Christlich-Demokratischen Arbeitnehmerschaft (CDA), deren Kreisvorsitzender in Duisburg er lange Jahre war.

## Abgeordneter
Günther war von 1980 bis 1998 Mitglied des Deutschen Bundestages. Hier war er von 1987 bis 1990 Vorsitzender der Arbeitsgruppe Arbeit und Soziales der CDU/CSU-Bundestagsfraktion.
Horst Günther ist stets über die Landesliste Nordrhein-Westfalen in den Bundestag eingezogen.

## Öffentliche Ämter
Am 24. Januar 1991 wurde er als Parlamentarischer Staatssekretär beim Bundesminister für Arbeit und Sozialordnung in die von Bundeskanzler Helmut Kohl geführte Bundesregierung berufen. Nach der Bundestagswahl 1998 schied er am 26. Oktober 1998 aus dem Amt.